# Globàlium
Globàlium és un model filosòfic de la realitat endegat per Lluís Maria Xirinacs, que es pot enmarcar dins la globalística, la branca del coneixement que estudia filosòficament el mundialisme. Pretén ser una visió global de la realitat, desenvolupat al llarg de la vida de Xirinacs, però que va veure la llum a partir de la tesi doctoral de la llicenciatura de filosofia que Xirinacs que va fer quan es va jubilar, on va obtenir diferents matricules d'honor. El tema d'aquest doctorat va ser el globàlium.
Aquest model li serví per a classificar totes les facetes de la realitat conegudes per l'ésser humà i per a ajudar a saber què és essencial de cadascuna.

## Història
Al llarg de la història, diversos pensadors han intentat formular models integrals per explicar la realitat. A Catalunya destaca la figura de Ramon Llull (segle XIII), que a la seva obra Ars Magna va dissenyar un sistema de rodes lògiques i categories lingüístiques per fomentar la comprensió universal entre cristians, jueus i musulmans. Paral·lelament, Girona es va convertir entre els segles XI i XIII en un centre cabalístic de primer ordre, reforçant la tradició d'utilitzar la càbala com a via d'interpretació tant jueva com cristiana.
Altres pensadors han fet aportacions fonamentals. Ramon Sibiuda (segle XIV) va descriure la realitat en quatre nivells —ser, sentir, pensar i viure—; Leibniz va proposar la seva Monadologia; Jaume Balmes va unir racionalisme, empirisme i religió a la seva obra Criteri; Francesc Pujols va elaborar la Pantologia dins del Concepte General de la Ciència Catalana; Ferrater i Mora va impulsar el seu Diccionari de Filosofia; Eugeni d’Ors va escriure sobre la dialèctica del judici; i Raimon Panikkar va explorar el pont entre Orient i Occident.
Aquest conjunt de plantejaments, impulsats per una recerca d'integració, Lluís M. Xirinacs els va recollir segles després i, a la manera d'un Ramon Llull del segle XXI, va desenvolupar el seu propi model —el Globalium— basat en geometries com l'esfera i la hiperesfera. Aquest sistema sintetitza tot el coneixement anterior i constitueix una visió àmplia de la realitat.

## El Model General Bàsic

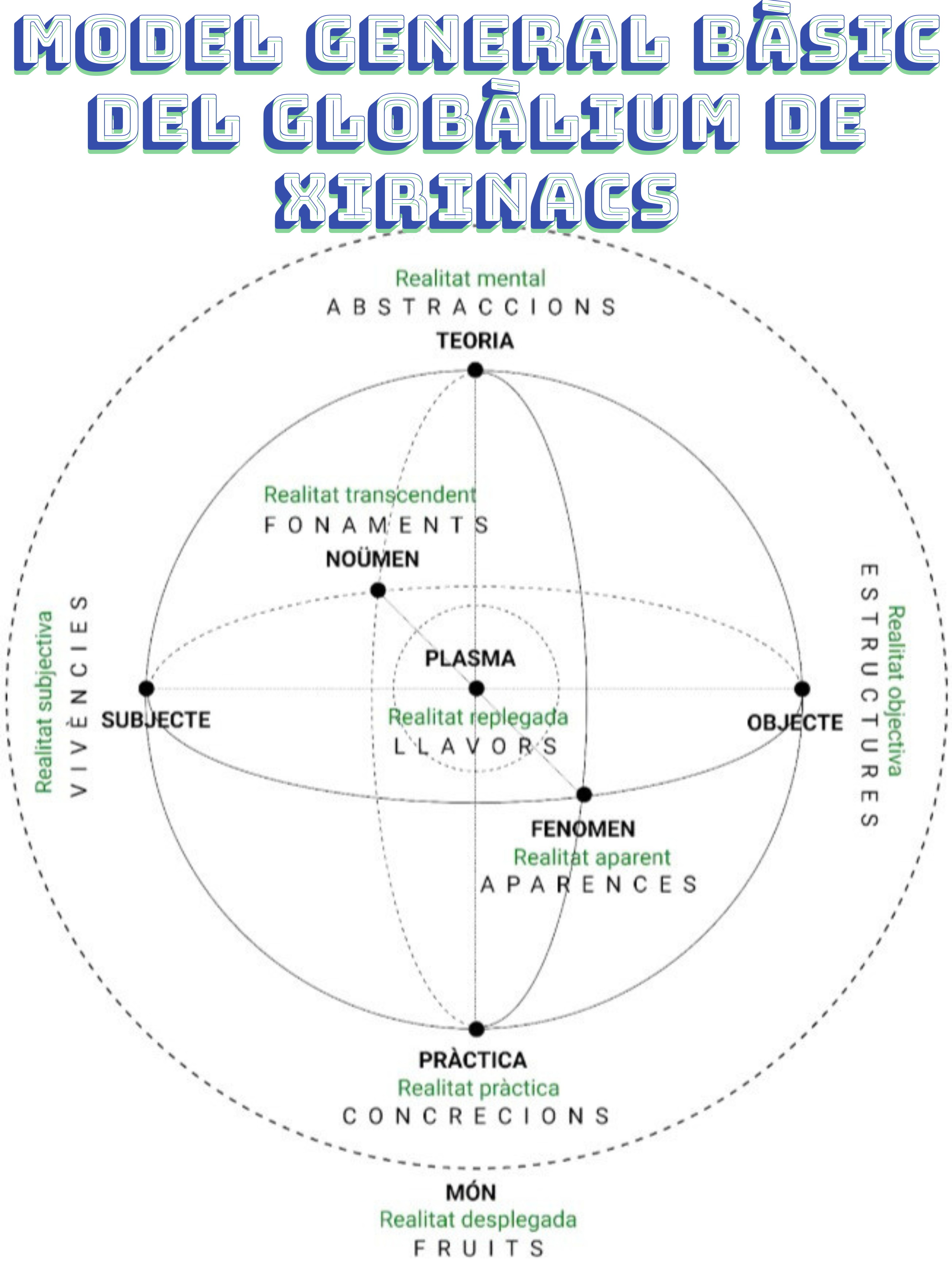
Model general bàsic del Globàlium de Xirinacs

Model no creat directament per Xirinacs, però que es pot deduir fàcilment des dels models creats per ell. Consisteix en la visió més general i bàsica possible del model complet, composta pels seus 8 punts fonamentals que determinen les seves 4 dimensions. Aquest esquema facilita una comprensió global del model complet sense excloure cap dimensió, permetent-nos entendre com combinar, harmonitzar i equilibrar els seus diferents pols.

### Primera Dimensió: cernent
De les quatre dimensions cartesianes de la hiperesfera, la primera, cernent (c), té dos sentits: concreció (-), cap a baix, que en tallar la hiperesfera pren el nom de “Pràctica” i discerniment (+), cap a dalt, que en tallar la hiperesfera pren el nom de “Teoria”.
Cernent representa la capacitat d’abstracció que tenim per teoritzar o mentalitzar les intuïcions, sensacions, percepcions, al·lucinacions, imatges, somnis, records... En el camí entre concerniment i discerniment, hi trobem pensar i filosofar.

### Segona Dimensió: parença
De les quatre dimensions cartesianes de la hiperesfera, la segona dimensió, parença (p), té dos sentits: aparença (+), cap endavant , que en tallar la hiperesfera pren el nom de “Fenomen” i desparença (-), cap endarrere, que en tallar la hiperesfera pren el nom de “Noümen”.
Parença és la capacitat de distingir el que és aparent de l’ocult, el visible de l’invisible transcendent.

### Tercera Dimensió: tensió
De les quatre dimensions cartesianes de la hiperesfera, la tercera dimensió, tensió (t), té dos sentits: extensió (+), cap a la dreta, que en tallar la hiperesfera pren el nom d’“Objecte” i intensió (-), cap a l’esquerra, que en tallar la hiperesfera pren el nom de “Subjecte”.
Tensió és la capacitat de diferenciar les vivències de les coses. En aquesta variable, en Lluís Maria fa complementàries la “mentalitat oriental” i la “mentalitat occidental”.

### Quarta Dimensió: voltant
De les quatre dimensions cartesianes de la hiperesfera, la quarta dimensió, voltant (v), té dos sentits: evolució (+), que en tallar la hiperesfera pren el nom de “Món” i involució (-), que en tallar la hiperesfera pren el nom de “Plasma”.

## Model Menor

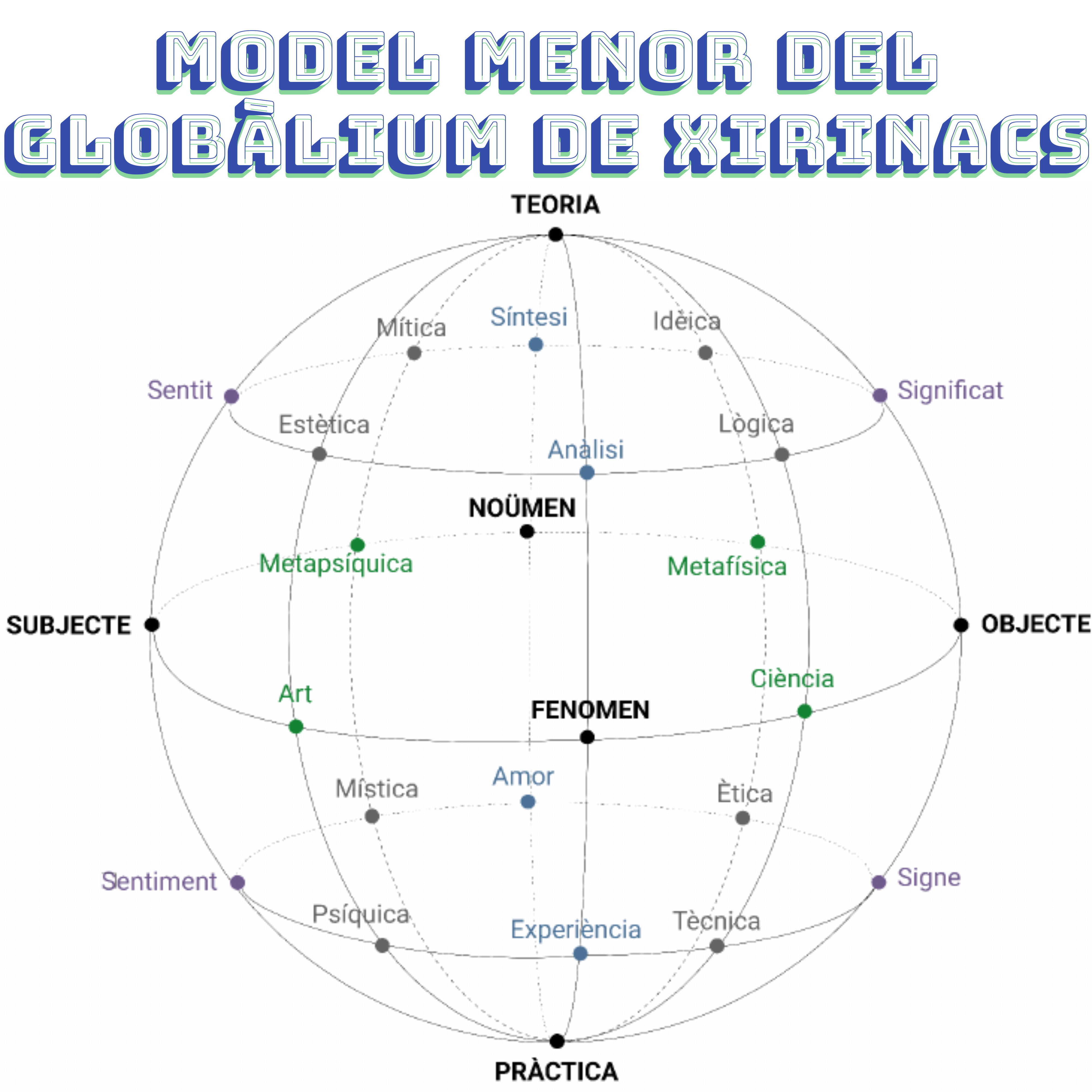
Model Menor del Globàlium de Xirinacs

El Model Menor consta de vint-i-sis àrees o categories, que queden disposades conceptualment en tres dimensions, com en una esfera o poliedre amb vint-i-sis cares, establint-se una relació de proximitat o llunyania entre elles.
6 són representades de color verd; 12 de color negre i 8 de color roig: 
1. Les verdes són les dimensions fonamentals, col·locades respectivament davant/darrere, amunt/avall i a la dreta/a l’esquerra de la superfície esfèrica.
2. Les negres són al bell mig de la distància entre dues categories verdes, veïnes en la superfície esfèrica.
3. Les roges són en el centre dels triangles formats per tres categories verdes, veïnes, no alineades.

|   | Terme        | Abreviatura | Descripció                                                              |        | Antiterme |
| - | ------------ | ----------- | ----------------------------------------------------------------------- | ------ | --------- |
| 2 | Amor         | AMO         | Comunió universal                                                       | [ 13 ] | ANA       |
| 2 | Anàlisi      | ANA         | Les qualitat manifestes ara a nosaltres                                 | [ 14 ] | AMO       |
| 2 | Art          | ART         | Expressió creativa                                                      | [ 15 ] | MTF       |
| 2 | Ciència      | CIE         | Coneixement i previsió precises d'un cert ordre de les coses            | [ 16 ] | MTP       |
| 3 | Estètica     | EST         | Joc de conjunts d'imatges subjectives                                   | [ 17 ] | ETI       |
| 3 | Ètica        | ETI         | Exigències del conjunt de la realitat objectiva i transcendent          | [ 18 ] | EST       |
| 2 | Experiència  | EXP         | El meu món exterior ara i aquí                                          | [ 19 ] | SIN       |
| 1 | Fenomen      | FEN         | Esdeveniment singular que s'imposa per la seva presència                | [ 6 ]  | NOU       |
| 3 | Ideica       | IDE         | Exigències del conjunt d'idees                                          | [ 20 ] | PSI       |
| 3 | Lògica       | LOG         | Lleis de conjunts de formes objectives                                  | [ 21 ] | MIS       |
| 2 | Metafísica   | MTF         | El ser de cada cosa                                                     | [ 22 ] | ART       |
| 2 | Metapsíquica | MTP         | Interfecundació dels esperits                                           | [ 23 ] | CIE       |
| 3 | Mística      | MIS         | Jocs de conjunts de vivències espirituals                               | [ 24 ] | ANA       |
| 3 | Mítica       | MIT         | Joc del conjunt dels símbols                                            | [ 25 ] | TEC       |
| 1 | Noümen       | NOU         | Unitat profunda i misteriosa de tot l'univers                           | [ 7 ]  | FEN       |
| 1 | Objecte      | OBJ         | Allò que roman constant i idèntic a si mateix                           | [ 8 ]  | SUB       |
| 1 | Pràctica     | PRA         | Llavor original i fruit final de la ment humana                         | [ 3 ]  | TEO       |
| 3 | Psíquica     | PSI         | Realitat manisfesta vivencial                                           | [ 26 ] | IDE       |
| 2 | Sentiment    | STM         | Vivència concreta                                                       | [ 27 ] | SGT       |
| 2 | Sentit       | STT         | La nostra intel·ligència                                                | [ 28 ] | SGE       |
| 2 | Signe        | SGE         | Realitat estructural                                                    | [ 29 ] | STT       |
| 2 | Significat   | SGT         | El món abstracte de la memòria                                          | [ 30 ] | STM       |
| 2 | Síntesi      | SIN         | Saviesa universal                                                       | [ 31 ] | EXP       |
| 1 | Subjecte     | SUB         | Qui decideix lliurement i fa front a les conseqüències                  | [ 9 ]  | OBJ       |
| 3 | Tècnica      | TEC         | Realitat manifesta estructurada                                         | [ 32 ] | MIT       |
| 1 | Teoria       | TEO         | Coneixement especulatiu segons principis, amb independència del concret | [ 4 ]  | PRA       |

## Model Major

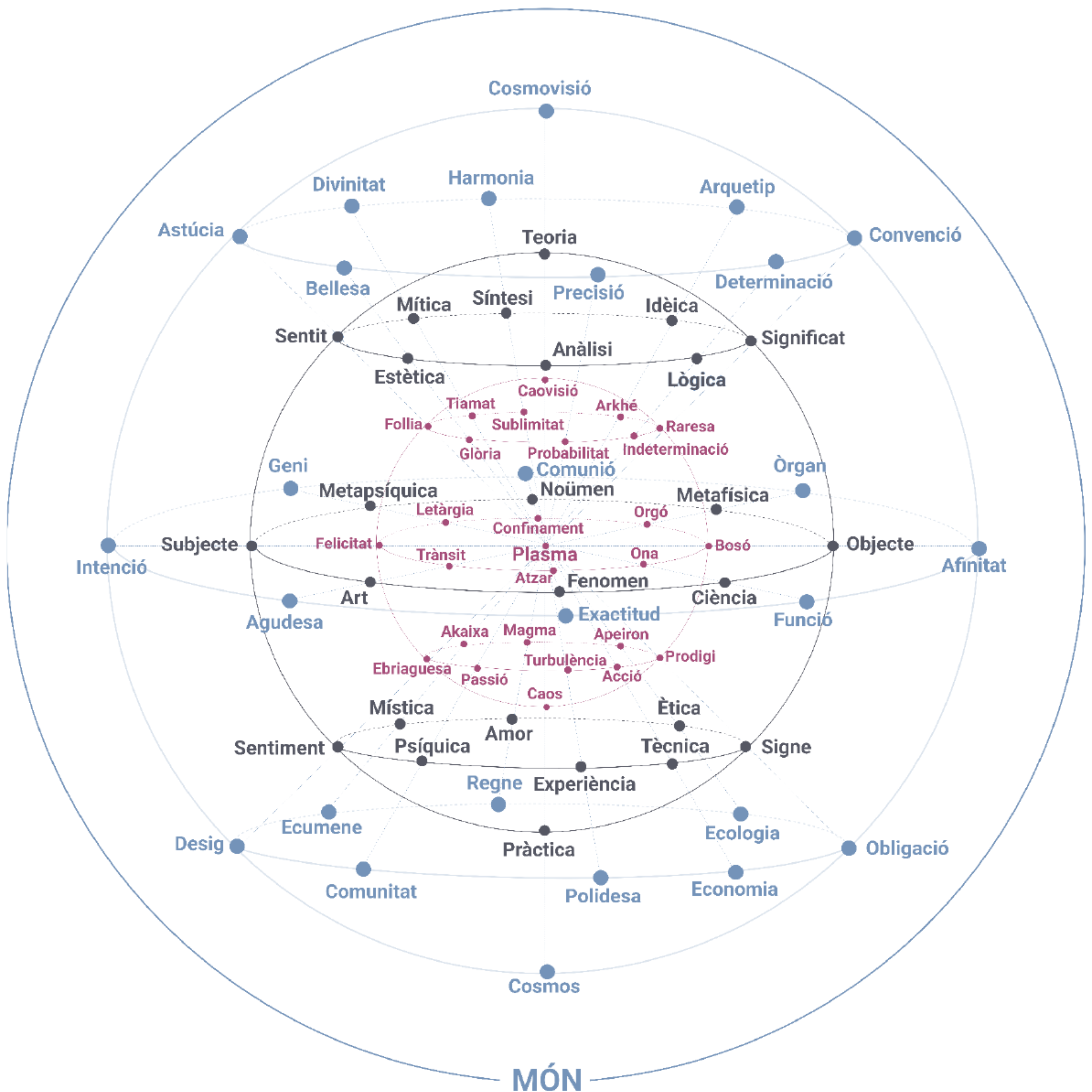
Model Major del Globàlium de Xirinacs

El Model Major, complet al 90% en el moment de la mort de Xirinacs, estàn en millora continua per part de la Fundació Randa, depositària del seu llegat filosòfic.
En el Model Major s'hi afegeix una cuarta dimensió (PLASMA-MON) apareixent nous aspectes. El seu model major, està compost de 80 categories filosòfiques ordenades segons l'estructura geomètrica d'una hiperesfera, o esfera de quatre dimensions.

## Tallers de Globàlium
Des de fa anys, es fa al Mas El Negre un taller anual d'exploració i aprofundiment del model filosòfic Globàlium pensat tant per a principiants com per a qui ja tingui experiència prèvia. Aquest taller convida els participants a reflexionar i redescobrir coneixements a través de l'art de la dialèctica: amb un enfocament holístic i multidimensional, aprenent a descompondre la realitat, identificar interrelacions i harmonitzar coneixements per assolir una comprensió més àmplia i integrada del món que ens envolta.